# Spectamen sulculiferum
Spectamen sulculiferum is een slakkensoort uit de familie van de Solariellidae. De wetenschappelijke naam van de soort is voor het eerst geldig gepubliceerd in 1987 door Herbert.